# Ćele Kula

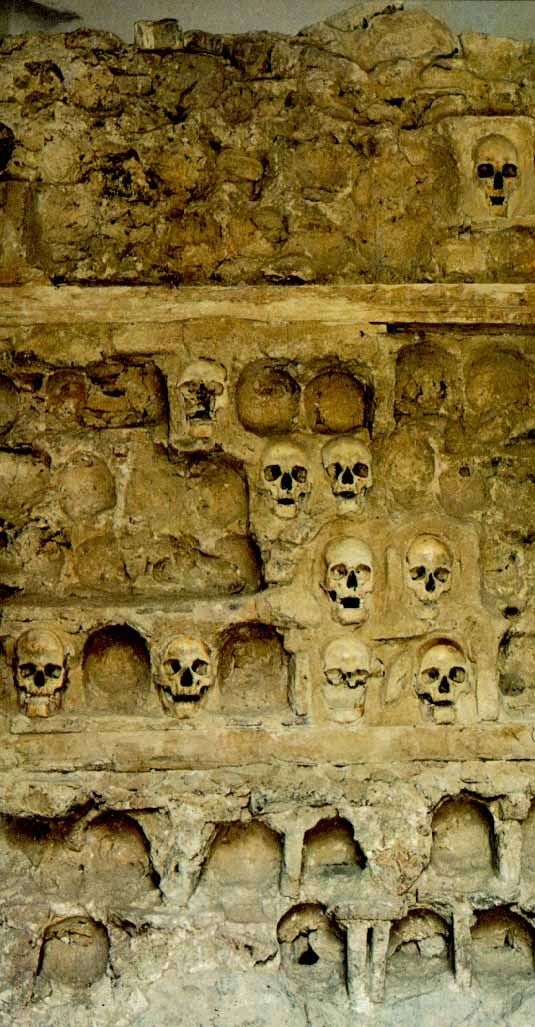
Delvy av Ćele Kula.

Ćele Kula är ett monument över de serbiska rebeller som dog under slaget vid Čegar år 1809 i Niš i Serbien, uppbyggt av de stupade rebellernas kranier. Monumentet är beläget utmed den gamla Konstantinopel vägen som leder till Sofia. Det är skyddat som kulturarv.

## Historia
Den 31 maj 1809 vid Ćegar, som ligger några kilometer nordöst om Niš, led de serbiska rebellerna sitt största nederlag under det första serbiska upproret mot det Osmanska riket. De serbiska rebellerna mötte en övermäktig osmansk armé och när fienden attackerade valde den serbiska befälhavaren Stevan Sinđelić att avfyra sina kanoner mot sitt eget krutförråd för att undgå att besegras av osmanerna. När kanonsalvan träffade krutlagret exploderade det och explosionen dödade Stevan Sinđelić, resten av hans män och de osmaner som inte hann undan.
När resten av den serbiska rebellarmén gav upp, beordrade den osmanske befälhavaren i Niš, Hursid Pasha, att huvudena av de döda serbiska soldaterna skulle staplas i ett torn med Stevan Sinđelić huvud på toppen. Syftet med att samla alla skallar var att visa vad som sker om någon försöker göra uppror mot osmanska riket. Sammanlagt staplades 952 kranier på hög. Skalpen skars bort och skickades till sultanen i Konstantinopel som bevis på segern.
Tornet av skallar stod fram till 1878 ute i det öppna. På grund av detta hade mycket av tornet blivit förstört av vädret. Många kranier hade även försvunnit, tagna av släktingar till soldaterna som ville begrava dem. År 1892 byggdes ett kapell designat av arkitekten  Dimitrije T. Leko för att kunna bevara vad som fanns kvar av tornet. Idag finns det endast 58 kranier kvar, varav ett är Stevan Sinđelićs.
Ćele Kula är upptaget på den serbiska listan över kulturella monument av särskilt stor betydelse sedan 1979 och har det högsta skyddsvärdet av serbiska staten.